# Chisum
Chisum is een Amerikaanse western uit 1970, geregisseerd door Andrew V. McLaglen met in de hoofdrollen John Wayne, Forrest Tucker, Ben Johnson en Geoffrey Deuel.

## Verhaal
In de stad Lincoln is Lawrence Murphy (Forrest Tucker) bezig zich overal op een agressieve manier in te kopen. Hij is eigenaar van de winkels, de bank en een groot stuk land. John Chisum (John Wayne) en Henry Tunstall (Patric Knowles) proberen via de rechtbank Lawrence een halt toe te roepen, maar wanneer ook die in Lawrence zijn handen valt, is voor John Chisum en Henry Tunstall de maat vol ...

## Cast
| Acteur              | Personage         |
| ------------------- | ----------------- |
| John Wayne          | John Chisum       |
| Forrest Tucker      | Lawrence Murphy   |
| Ben Johnson         | James Pepper      |
| Patric Knowles      | Henry Tunstall    |
| Geoffrey Deuel      | Billy The Kid     |
| Pamela McMyler      | Sallie Chisum     |
| Glenn Corbett       | Pat Garrett       |
| Andrew Prine        | Alexander McSween |
| Christopher George  | Dan Nodeen        |
| Bruce Cabot         | Sheriff Brady     |
| Richard Jaeckel     | Jesse Evans       |
| Lynda Day           | Sue McSween       |
| Robert Donner       | Morton            |
| John Mitchum        | Baker             |
| John Agar           | Amos Patton       |
| Gregg Palmer        | Karl Riker        |
| John M. Pickard     | Sergeant Braddock |
| Christopher Mitchum | Tom O'Folliard    |